# القريع
القريع بلدية سعودية، ومركز يتبع لمحافظة الطائف في منطقة مكة المكرمة. تقع جنوب الطائف ببنو مالك بمسافة تقارب (151) كم.